# 제임스 마시 (영화 감독)
제임스 마시(영어: James Marsh, 1963년 4월 30일 ~ )는 영국의 영화 감독이다. 이언 홈 경이 내레이터로 출연한 《위스콘신 공포 체험》(1999)이라는 컬트 다큐멘터리 영화로 처음 이름을 알렸고, 이후 《맨 온 와이어》(2008)로 2008년 아카데미 장편 다큐멘터리 영화상을 수상했다. 《섀도우 댄서》(2011), 《사랑에 대한 모든 것》(2014) 등의 드라마 영화도 감독했다.

## 생애
마시는 잉글랜드 콘월주 트루로에서 태어났고 세넌과 울리치에서 자랐다. 10세 때 아버지가 독실한 기독교도가 되었고, 그에 따른 엄한 가정환경 때문에 마시에게는 탈출하고 싶은 열망을 갖게 되었다. 이런 마음가짐이 옥스퍼드 대학교를 다니는 계기가 되었다고도 한다. 엄격한 아버지로부터 영화를 보는 것을 금지당했기 때문에, 마시는 학교를 땡땡이 치고 영화를 보러 가기도 했다. 그는 영화라면 무엇이든 보았지만 특히 누드와 폭력이 나오는 것을 좋아했다.
마시는 대학을 졸업하고 BBC에서 다큐멘터리를 만들게 된다. 첫 작품 《트러블맨》(1994)에서는 가수 마빈 게이의 말년을 다루었는데, 기독교 근본주의자인 아버지에게 죽음을 맞는 사연을 담아냈다. 이 작품으로 뉴욕 페스티벌에서 은메달을 수상했다. 이후로 《버거 앤 더 킹》(1996), 《존 케일》(1998) 등 여전히 독특한 소재를 주제로 한 다큐를 제작해 세간의 주목을 끈다.
현재는 덴마크인 아내와 함께 코펜하겐에서 거주하고 있다.

## 작품 목록

### 영화
| 연도 | 제목                                         | 장르       |
| ---- | -------------------------------------------- | ---------- |
| 1999 | 위스콘신 공포 체험 en:Wisconsin Death Trip   | 다큐멘터리 |
| 2001 | 더 킹 The King                               | 장편 영화  |
| 2008 | 맨 온 와이어 Man on Wire                     | 다큐멘터리 |
| 2011 | 프로젝트 님 Project Nim                      | 다큐멘터리 |
| 2011 | 섀도우 댄서 Shadow Dancer                    | 장편 영화  |
| 2014 | 사랑에 대한 모든 것 The Theory of Everything | 장편 영화  |
| 2018 | 더 머시 The Mercy                            | 장편 영화  |